# Сејлорсберг (Пенсилванија)
Сејлорсберг (енгл. Saylorsburg) насељено је место без административног статуса у америчкој савезној држави Пенсилванија.
У Сејлорсбергу живи Фетулах Гулен, турски бивши имам оптужен за тероризам и покушај државног удара.

## Демографија
По попису из 2010. године број становника је 1.126.
| Група             | 2000.    | 2010.         |
| Белци             | 0 (0,0%) | 1.044 (92,7%) |
| Афроамериканци    | 0 (0,0%) | 22 (2,0%)     |
| Азијати           | 0 (0,0%) | 7 (0,6%)      |
| Хиспаноамериканци | 0 (0,0%) | 40 (3,6%)     |
| Укупно            | 0        | 1.126         |